# 黃眼齒䱛
黃眼齒䱛為輻鰭魚綱鱸形目鱸亞目石首魚科的其中一種，分布東太平洋區，從加利福尼亞灣至秘魯海域，棲息深度1-30公尺，本魚沒有觸鬚;銀褐色鱗片上具暗點;一個大的黑點在胸鰭基部，背鰭硬棘11-14枚;背鰭軟條22-25枚，體長可達30公分，棲息在沿海淺水域、河口區，屬肉食性，以甲殼類及小魚為食，可作為食用魚。